# Сінгалевич Тит
Тит Сінгалевич — український (руський) правник, доктор, громадсько-політичний діяч. Працював судовим радником у Заболотові. Заступник члена Крайової управи у 1884—1888 роках. Ультралояльний щодо польських політиків. Посол до Галицького сейму 5-го скликання у 1883—1887 роках (був обраний від IV курії округу Снятин — Заболотів, входив до «Руського клубу», склав мандат 22 листопада 1887 року).